# Ramón Utjes Pujol
Ramón Utjes Pujol (Barcelona, 1885 - Santiago de Chile 1972) fue un destacado comerciante, inventor, automovilista, presidente, socio y director de asociaciones e instituciones sociales, culturales y políticas  español. Vinculado con el Comité Llibertat, del que fue presidente, una agrupación destinada a fortalecer las relaciones con la Generalidad de Cataluña y mantener la identidad catalana.
Fundador y dueño de Casa Utjes y La Hispano-Chilena, formó la sociedad Casas y Utjes con Antonio Casas entre 1922 y 1923.

## Biografía
De origen catalán, Ramón Utjes Pujol, ejerció como marino mercante en la Capitanía Marítima de Barcelona, a principios del siglo XX, fijó su residencia en Santiago de Chile, donde se dedicó a la instalación de máquinas industriales para diversas empresas y factorías de la capital, sector en el que también incursionó en la invención y desarrollo de maquinaria registrada a su nombre como el Sistema Utjes y una máquina que permitía el trabajo con herraduras.
En Madrid, el día 15 de abril de 1909, el director general de Navegación y Pesca Marítima don Emilio Luanco y Gaviot, le otorga el nombramiento de segundo Maquinista Naval de la inscripción de Barcelona, tal y como se menciona en el registro de nombramiento al folio 107 del libro 1ro de Maquinistas de la Marina Mercante. Siendo ratificado en mayo de 1909 en el registro de Segundos Maquinistas Navales de la provincia marítima de Barcelona.
Contrae matrimonio en Barcelona, el 24 de junio de 1912 con Rosa María García Solanas (30 de diciembre de 1885 - 12 de julio de 1960), hija de Pedro García y Paula Solanas, natural de Villanueva y Geltrú.
Para el año 1915, según correspondencia intercambiada con el Ingeniero Jefe de la Comisión del Paraná Superior, se encontraba dispuesto a asumir el rol de primer maquinista en la Draga 20-C del Paraná.
Entre 1917 y 1918, se desempeñó como maestro mecánico en la Fundición Libertad Fr.Küpfer, propiedad de capitales suizos establecida en Chile a fines del 1800, donde trabajó durante 10 meses, retirándose por su propia voluntad un 25 de marzo de 1918.
Durante el presente año, también se dedica a proyectos independientes, como la instalación de una máquina afelpadora de cuarenta cilindros en la fábrica de tejidos y lanas de Eugenio Brusadelli.
Para el año 1920, se desempeña en la fábrica de juguetes Juan Ferrari & Cía. donde se desempeñó como jefe de fábrica. Al año siguiente, funda la fábrica de vehículos y juguetes para niños La Hispano Chilena, ubicada en Arturo Prat 331, Santiago de Chile.
En 1922, junto a Antonio Casas, forman la sociedad "Casas i Utjes", con el fin de realizar actividades comerciales en el rubro de la mecánica a nivel industrial.
JOSÉ VICENTE FÁBRES
NOTARIO-ABOGADO
GALERÍA ALESSANDRI, 19
SANTIAGO
"En Santiago de Chile, a diez de Julio de mil novecientos veintidos, ante mi, José Vicente Fábres, Notario abogado de este departamento i testigos que se mencionan, comparecieron: don Antonio Casas i don Ramón Utjes, industriales, domiciliados en la calle Arturo Prat numero mil ochocientos cuarenta, de esta ciudad, mayores de edad, a quiénes conozco i expusieron: que han convenido en formar una sociedad comercial colectiva con el objeto de esplotar en esta plaza en el ramo de mecánica en jeneral, bajo las siguientes cláusulas: Primera.- La razón o firma social será "Casas i Utjes", que podrán usar indistintamente ambos socios, como encargados de la administración, también indistintamente.- Segunda.- El capital social será la suma de veintiocho mil quinientos cincuenta i dos pesos aportados como sigue: el señor Casas, veinticinco mil pesos en dinero en efectivo; i el señor Utjes, tres mil quinientos cincuenta i dos pesos en maquinarias i herramientas. Tercera.- Las ganáncias o pérdidas se repartirán entre los socios por partes iguales.- Después de cada balance, que serán anuales, cada socio podrá retirar un diez porciento de las utilidades, quedando el resto para incrementar la industria.- Cuarta.- Los socios tendrán los siguientes sueldos, con cargo a gastos jenerales: el señor Casas, quinientos sesenta pesos, i el señor Utjes cuatrocientos ochenta pesos.- Quinta.- El domicilio de la Sociedad, será la ciudad de Santiago i su duración será de cinco años a contar de la fecha de a presente escritura.- Sexto.- Si en el primer balance que se haga, resultara ua perdida de un cuarenta por ciento del capital o más, el señor Casas podrá pedir la liquidación de la Sociedad.- En comprobante firman, prévia lectura, ante los testigos don Anibal Basauri i don Sisenado Cáceres, de que doi fe. Al firmar expresan; que el señor Casas podrá dedicarse a otros negocios.- Firman, previa lectura. Doi fe. Ramón Utjes. Antonio Casas.=J. Anibal Basauri.=S.Cáceres M.= J.V. Fábres, Notario.-
PASO ANTE MI: FIRMO Y SELLO, siendo este segundo original.

Santiago, Julio 12 de 1922

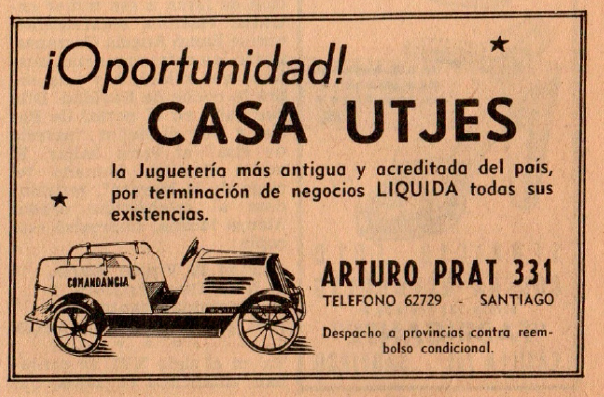
Casa Utjes

Como parte de su identidad catalana, fue director y socio del Comité Llibertat, el que formaría parte de la Agrupació Patriótica Catalana (APC) que trabajaría en consonancia con los dictámenes de la Generalidad de Cataluña y su representante en Chile. 

Sociedad Casas y Utjes

Trabajo en el desarrollo e invención de maquinaria industrial junto a sus hijos, Pedro Utjes Garcia (1918-1971) y Ramón Utjes Garcia (nn-1935), este último, fallecido tras un accidente eléctrico mientras trabajaba.
En 1929 y según consta en la revista "Auto y Turismo" e invitado por Nino Brusadelli, pasa a formar parte como socio del Automóvil Club de Chile. Parte de su afición por los automóviles lo llevaría a realizar en 1927 un raid junto a pilotos argentinos desde Buenos Aires a Nueva York.

En 1932, y debido a dificultades con el personal de su taller, se reúne en diciembre dicho año con Julio Bustamante Lophehandía, el intendente de Santiago, a quién llega por carta de recomendación de la Gerencia de Fundación Libertad Küpfer Hermanos. En la misma fecha, Manuel Lueje, el vicecónsul de España encargado de Santiago de Chile, expende un certificado en el que consta que:
"...el ciudadano español Don Ramón Utjes Pujol, Industrial, establecido en esta capital, calle Arturo Prat 331, es persona honrada, trabajadora y activa, y del cual este Consulado tiene los mejores informes, habiendo observado, desde que reside en Chile, una conducta intachable..."

## Inventos
- En 1957, el Departamento de Industrias y Patentes del Ministerio de Economía y Comercio de Chile le otorga la patente precaucional por la invención del "Sistema Utjes"

Sociedad Casas y Utjes

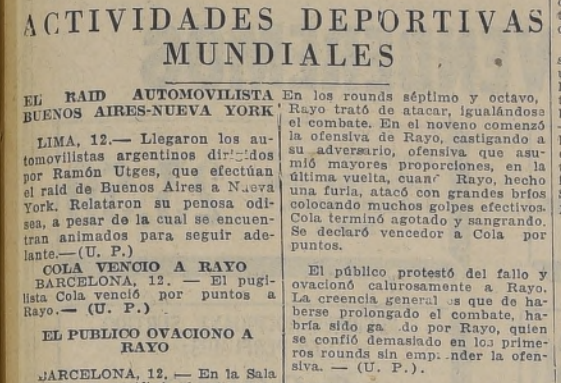
Raid Buenos Aires - Nueva York